# Krzysztof Bosak
Krzysztof Bosak (født 13. juni 1982 i Warszawa) er en polsk politiker, der er medlem af parlamentet i Republikken Polen. I 2005-2007 var han medlem af Sejmen på vegne af Ligaen af Polske Familier, og siden 2019 har han været medlem af Sejmen igen på vegne af Forbundet. Bosak var formand for den alpolske ungdom i 2005-2006 og en af grundlæggerne og nuværende formand for den nationale bevægelse. Han var præsidentkandidat i 2020.